# Annur, Aland
Annur là một làng thuộc tehsil Aland, huyện Gulbarga, bang Karnataka, Ấn Độ.